# Aeroportul Kalgoorlie-Boulder
Aeroportul Kalgoorlie-Boulder (IATA: KGI, ICAO: YPKG) este un aeroport din Australia de Vest, Australia ce deservește zona Kalgoorlie⁠(d). Aeroportul a fost tranzitat în 2022 de 302.281 de pasageri.
Situat la o altitudine de 366 m, aeroportul dispune de o singură pistă. Este operat de City of Kalgoorlie-Boulder⁠(d).